# クリス・マッケイ
クリス・マッケイ（Chris McKay）は、クリス・テイラー（Chris Taylor）としても知られる、アメリカの映画・テレビ監督、脚本家、プロデューサー、編集者、アニメーター、視覚効果アーティスト。『Robot Chicken』の3シーズンと『Moral Orel』の2シーズンの監督・編集を担当したことで知られている。『LEGO ムービー』（2014年）では、フィル・ロードとクリストファー・ミラーと共にアニメーションの共同監督を務めた。『レゴバットマン ザ・ムービー』（2017年）で長編映画の監督デビューを果たした。『<i>Nightwing</i>』の実写映画を監督することが決まっている。

## 生い立ちと教育
マッケイはフロリダ州ウィンターパークで生まれたが、幼少期のほとんどをイリノイ州シカゴで過ごした 。成長と共にアルフレッド・ヒッチコックの映画に影響を受け、映画の道に進むことを決めた。初期の作品は、両親が所有していたスーパー8フィルムカメラで撮影している。南イリノイ大学で2年間映画を学び、シカゴのコロンビア大学で学位を取得した。シカゴで勉強している間、1989年のコメディ映画『おじさんに気をつけろ!』で初めて映画撮影に参加した 。

## キャリア
最初、マッケイは、ビデオや機材のレンタル会社で働いていた。自分で制作機材を購入した後は、ミュージックビデオや産業用ビデオ、地元の映画などの撮影・編集に3年間携わった。その後、制作会社で編集の仕事を始め、そこで最初の作品『2wks, 1yr』を完成させた 。編集者としてのキャリアをスタートさせたマッケイは、その会社を辞めた後、友人の作品『Kwik Stop』を初めて編集した 。
編集者としてのキャリアをスタートさせたマッケイは、その会社を辞めた後、友人の作品『Kwik Stop』を初めて編集した。

### テレビ
2004年、マッケイはロサンゼルスに移住し、アニメーションスタジオShadow Machineで編集の仕事に就いた。マッケイは、セス・グリーンとマシュー・センライヒが制作したストップモーションの大人向けスケッチコメディTVシリーズ『ロボット・チキン（Robot Chicken）』の第1話の制作を開始した。マッケイは、このシリーズの最初のエンドタイトルシーケンスを制作し、声を担当した。
2006年、マッケイはアダルトスイムのアニメシリーズ『Moral Orel』の制作を開始した。このシリーズの制作者であるディノ・スタマトプロスが、マッケイに「プロデューサーとしてのクレジットがあっても良い」と言ったことがあり、マッケイはそれに対して「本当は監督をしたい」と答えた。そこで、第2シーズンでは、全20話のうち半分以上のエピソードを監督させてもらい、第3シーズンにおいても監督させてもらった 。
『Moral Orel』での仕事ぶりがマットとセスに感銘を与え、『Robot Chicken』の監督をオファーされたマッケイは、2007年にAdult Swimで放送された同シリーズの第3、4、5シーズンを監督した  。
2007年、マッケイは2007年6月17日に放送されたスペシャルエピソード『Robot Chicken: Star Wars』でセスとともに編集および視覚効果アーティストを務めた。その後、2008年には、『Robot Chicken: Star Wars Episode II』で共同プロデューサーとアニメーション編集を務めた。2010年、マッケイはスペシャルエピソードの最終回である『Robot Chicken: Star Wars Episode III』を監督し、共同制作した。
2009年には、カートゥーンネットワークで放送されたSFアドベンチャーアニメ『タイタン・マキシマム』の第1シーズン全編を共同制作・監督した 。

### 映画
2011年、ワーナー・ブラザースは、実写アニメ『LEGO ムービー』のフィル・ロード監督とクリストファー・ミラー監督に加わえて、マッケイを監督に起用し、本作のアニメーションを共同監督させることにした。本作は2014年2月7日に国内で公開され、報道された予算6,000万ドルに対し、4億6,800万ドル以上の興行収入を記録しました。ロードとミラーが『22ジャンプストリート』を制作している間、マッケイをオーストラリアに派遣し、『LEGOムービー』のすべてのアニメーション、編集、効果、照明、レンダリングを監修させた。
2014年3月、ワーナー・ブラザースは、2014年に大ヒットした『LEGO ムービー』の続編の監督をマッケイに決定し、ロードとミラーがプロデュース、ミシェル・モーガンとジャレッド・スターンが脚本を担当することになった 。10月10日、WBがスピンオフ映画『レゴバットマン ザ・ムービー』を発表したことで、『レゴ ムービー2』の製作は延期され、結局、開発が急ピッチで進められることとなった。マッケイが、2017年2月10日に公開された『レゴバットマン ザ・ムービー』を監督し、セス・グレアム＝スミスが共同で脚本を執筆し、ウィル・アーネットがバットマンの声を再び担当した。
2015年2月、ワーナー・ブラザースは、『アドベンチャー・タイム』の劇場用アニメ映画化の開発を発表した。この作品は、クリエイターのペンデルトン・ウォードが制作・脚本を担当し、ロイ・リーとマッケイがプロデュースを担当した 。2015年3月、マッケイはワーナー・ブラザースとプロデューサーとしてのファーストルック契約を結んだ。
マッケイは現在、DCエクステンデッド・ユニバースの一部として『Nightwing』を開発し、監督することが決まっている。また、『Jonny Quest』の映画化や『レゴバットマン ザ・ムービー』の続編の監督にも決まっている。また、ジョン・シルバーマン、ジョシュ・シルバーマンとともに、ルーニー・テューンズのキャラクターであるワイリー・E・コヨーテを題材にした実写／アニメーション映画「Coyote vs. Acme」（監督：デイブ・グリーン）の製作を予定していたが、2020年12月までに同プロジェクトを離脱した。

## フィルモグラフィー

### 映画
| 年     | 作品名                      | 監督 | 脚本 | 備考                     |
| ------ | --------------------------- | ---- | ---- | ------------------------ |
| 2002年 | 2wks、1yr                   | Yes  | Yes  | 兼編集                   |
| 2017年 | レゴバットマン ザ・ムービー | Yes  | No   |                          |
| 2020年 | ドクター・ドリトル          | No   | Yes  | 再撮影                   |
| 2021年 | トゥモロー・ウォー          | Yes  | No   | Amazonプライムビデオ配信 |
| 2023年 | レンフィールド              | Yes  | No   |                          |
| TBA    | ナイトウィング              | Yes  | No   |                          |
| TBA    | ジョニー・クエスト          | Yes  | No   |                          |

#### プロデューサー
- 『レゴニンジャゴー ザ・ムービー』（2017年）

#### 製作総指揮
- 『レゴ ムービー2』（2019年）

#### 編集者
- 『It's Now... or NEVER!』（1995年）
- 『35 Miles from Normal』（1997年）
- 『Stricken』（1998年）
- 『Bullet on a Wire』（1998年）
- 『Kwik Stop』（2001年）
- 『LEGO ムービー』（2014年）

#### アニメーション
| 年     | 作品          | 備考                                       |
| ------ | ------------- | ------------------------------------------ |
| 2014年 | LEGO ムービー | アニメーション共同監督＆アニメーション監修 |

### テレビ
| 年            | 作品名                               | 監督 | プロデューサー | 作家 | ノート                                                                  |
| ------------- | ------------------------------------ | ---- | -------------- | ---- | ----------------------------------------------------------------------- |
| 2006年-2008年 | Moral Orel                           | Yes  | Yes            | Yes  | 19エピソード（監督） 33エピソード（プロデューサー） 1エピソード（作家） |
| 2007年-2011年 | Robot Chicken                        | Yes  | Yes            | No   | 42エピソード（監督） 27エピソード（プロデューサー）                     |
| 2009年        | Titan Maximum                        | Yes  | Yes            | No   | 9エピソード（監督） 9エピソード（プロデューサー）                       |
| 2010年        | Robot Chicken: Star Wars Episode III | Yes  | Yes            | No   | TVスペシャル                                                            |

#### テクニカルクレジット
| 年            | 作品名                              | アニメーター | 編集者 | VFXアーティスト | ノート                                                                                         |
| ------------- | ----------------------------------- | ------------ | ------ | --------------- | ---------------------------------------------------------------------------------------------- |
| 2005年-2009年 | Robot Chicken                       | Yes          | Yes    | Yes             | 21エピソード（アニメーションエディター） 25エピソード（編集者） 2エピソード（VFXアーティスト） |
| 2005年-2007年 | Moral Orel                          | Yes          | Yes    | Yes             | 2エピソード（アニメーションエディター） 15エピソード（編集者） 1エピソード（VFXアーティスト）  |
| 2007年        | The Sarah Silverman Program         | No           | Yes    | No              | エピソード「電池」                                                                             |
| 2007年        | Robot Chicken: Star Wars            | No           | Yes    | Yes             | TVスペシャル                                                                                   |
| 2009年        | Robot Chicken: Star Wars Episode II | Yes          | No     | No              | TVスペシャル                                                                                   |
| 2009年        | Titan Maximum                       | Yes          | No     | Yes             | 7エピソード（アニメーションエディター） 5エピソード（タイトルシーケンスデザイン）              |